# Audea zimmeri
Audea zimmeri är en fjärilsart som beskrevs av Emilio Berio 1954. Audea zimmeri ingår i släktet Audea och familjen nattflyn. Inga underarter finns listade i Catalogue of Life.